# Cheia (okręg Konstanca)
Cheia – wieś w Rumunii, w okręgu Konstanca, w gminie Grădina. W 2011 roku liczyła 340 mieszkańców.